# طرخشقون أجرد
طرخشقون أجرد (الاسم العلمي:Taraxacum glabrum) هو نوع من النباتات يتبع جنس الطرخشقون من الفصيلة النجمية.